# Higuera de las Dueñas
Higuera de las Dueñas település Spanyolországban, Ávila tartományban. Higuera de las Dueñas Sotillo de la Adrada, Cenicientos, Pelahustán, El Real de San Vicente, Fresnedilla és La Adrada községekkel határos. Lakosainak száma 270 fő (2024).

## Népesség
A település népessége az utóbbi években az alábbiak szerint változott:
| Lakosok száma | 329  | 305  | 321  | 328  | 343  | 306  | 297  | 262  | 266  | 270  |
|               | 2001 | 2004 | 2006 | 2009 | 2011 | 2014 | 2016 | 2019 | 2021 | 2024 |